# 淮河
淮河，古称淮水，是一条位于中国东部，发源于河南省的河流。它与长江、黄河和济水并称“四渎”，现为中国七大江河之一，以好發水災聞名。傳統上認定的淮河源流发源于河南省南部桐柏山主峰太白顶的老鸦叉，其最遠源流發源於河南省西部伏牛山的東沙溝，干流流经河南、湖北、安徽、江苏四省入洪澤湖，洪澤湖水大部分經高郵湖于江苏省扬州市三江营入长江，一部分經廢黃河入黃海，全长1252公里。淮河流域地跨河南、湖北、安徽、江苏和山东五省，流域面积约为27万平方公里，以淮安古清口以东古淮河河道为界，整个流域分成淮河和沂沭泗河两大水系，流域面积分别为19万平方公里和8万平方公里。南宋以來，黃河奪淮是困擾國家漕運的歷史性問題，明潘季馴、清靳輔治河皆由淮入手，取得成效。

## 概况
今天的淮河发源于河南省桐柏县桐柏山老鸦叉，东流经河南，安徽，江苏三省。自然河道經廢黃河流入黃海；主流通过三河闸，出三河，经宝应湖、高邮湖在三江营入长江，是为淮河入江水道，至此全长约1,000公里；苏北灌溉总渠在洪泽湖东岸出高良涧闸在扁担港入黄海，全长168公里；淮沭新河在洪泽湖东北岸出二河闸北上入新沭河。2003年开通的淮河入海水道自二河闸下游入海。
淮河干流可以分为上游、中游、下游三部分，洪河口以上为上游，长360公里，地面落差178米，流域面积3.06万平方公里；洪河口以下至洪泽湖出口中渡为中游，长490公里，地面落差16米，中渡以上流域面积15.8万平方公里；中渡以下至三江营为下游入江水道，长150公里，地面落差约6米，三江营以上流域面积为16.46万平方公里。总落差200米。
淮河干流平槽泻量，正阳关以上不足2,000㎥/s，正阳关至涡河口为2,500㎥/s，涡河口以下为5,000㎥/s. 由于淮河干流主槽太小，洪水防御要运用沿淮行蓄洪区，使得淮河干流安全行洪流量在正阳关以上为6,000㎥/s，正阳关至蚌埠为8,500㎥/s，蚌埠以下为12,000㎥/s.
沿淮行蓄洪区有：
- 寿西湖行洪区
- 城西湖蓄洪区
- 城东湖蓄洪区
- 蒙洼蓄洪区
- 瓦埠湖蓄洪区
- 童元行洪区（1991年后铲堤行洪）
- 建湾行洪区（1991年后铲堤行洪）
- 黄郢子行洪区（1991年后铲堤行洪）
- 润赵行洪区（1991年后铲堤行洪）
- 南润蓄洪区（1991年后退堤，2009年从行洪区调整为蓄洪区）
- 邱家湖蓄洪区（1991年后退堤，2009年从行洪区调整为蓄洪区）

## 流域概况
淮河流域地处中国东部，介于长江和黄河两流域之间，位于东经111°55′～120°45′，北纬31°～36°，流域面积27万平方公里。
淮河流域西起桐柏山、伏牛山，东临黄海，南以大别山、江淮丘陵、通扬运河及如泰运河南堤与长江分界，北以黄河南堤和沂蒙山与黄河流域毗邻。
流域西部、西南部及东北部为山区、丘陵区，其余为广阔的平原。山丘区面积约占总面积的1/3，平原面积约占总面积的2/3。淮河－古淮河以北为华北平原（黄淮平原），以南为长江中下游平原（江淮平原）。在江苏淮河故道以南，里运河以东，长江以北区域又称里下河平原。

### 支流概况
淮河支流众多，流域面积大于1万平方公里的一级支流有4条，大于2,000平方公里的一级支流有16条，大于1,000平方公里的一级支流有21条。
北岸主要支流：洪河、颍河、西淝河、涡河、新汴河、奎濉河。
南岸主要支流：游河、浉河、竹竿河、寨河、潢河、白露河、史灌河、淠河、东淝河、池河。

## 水文气候
淮河是中国南北方的一条自然气候分界线，中国1月0℃等温线和750毫米年均等降水线大致沿淮河和秦岭一线分布。以淮河干流和废黄河为界，北部属于暖温带半湿润区，南部属亚热带湿润区。淮河流域地处北亚热带向暖温带过渡区，属大陆性季风气候，大气系统复杂多变，降雨时空分布不均，极易产生水旱灾害。
淮河流域多年平均降水量约为920mm，其分布状况大致是由南向北递减，山区多于平原，沿海大于内陆。流域内有三个降水量高值区：伏牛山区，大别山区，下游近海区。
淮河流域5月至8月的汛期3个月通常降雨五六百毫米, 特别是6月、7月，江淮地区特有的梅雨季节，降雨可持续一二个月。范围之大，可覆盖全流域；丰水年和贫水年交替，降水量平均相差四五倍。研究淮河灾害史发现，近530年流域性洪涝灾害131次。其中洪灾平均3年多一次。历史上黄河“夺淮入海”，黄河泥沙在下游的沉淀，加剧了淮河下泄不畅的地理特征，使内涝成为淮河水灾的重要形态。

## 社会经济
淮河沿线经过城市主要有河南省信阳市，安徽省阜阳市，六安市，淮南市，蚌埠市，江苏省淮安市，扬州市。除了扬州、六安、天长、淮安和盐城流行江淮官话，其余均为北方中原官话。
淮河流域包括湖北、河南、安徽、江苏、山东5省35个地（市），189个县(市)，2005年全流域总人口为17,170万人，平均人口密度为636人/k㎡，居中国各大流域人口密度之首。
淮河流域是中国重要的粮食生产基地，2005年有耕地面积1,272万公顷，主要作物有小麦、水稻、玉米、薯类、大豆、棉花和油菜。淮河流域工业以煤炭、电力工业及农副产品为原料的食品、轻纺工业为主。目前已建成淮南、淮北、平顶山、徐州、兖州、枣庄等国家大型煤炭生产基地，1997年产煤量占全国产煤量的1/8。

## 歷史
历史上的淮水是一条独流入海的河流。東晉及南北朝時期，以及南宋在與金朝達成紹興和議後，淮河是南朝和北朝的疆界。
在12世纪90年代以前，淮水洪泽湖以西干流大致与今天的淮河相似，下游流经今江苏省盱眙县后折向东北，经盐城市于今天的响水县南部的云梯关入海。当时沂河、沭河、泗河都是淮水的下游支流。

### 黄河夺淮
淮河於南宋以前干流的河槽比现在宽深，下游直接入海。沿河并无堤坝，虽然有时洪水会漫出河槽，但灾情不如黄河夺淮后严重。
1128年（南宋建炎二年），东京（今开封市）的守将杜充為抵禦金兵派兵強行鑿穿黄河大堤，黃河往南改道由泗水入淮河、济水分流夺淮入海，史稱黄河夺淮。大量泥沙淤泥使淮河入海出路受阻，盱眙与淮安之间的洼地逐渐形成今洪泽湖，并冲淮南堤溢流坝，沿三河入宝应湖、高邮湖，经邵伯湖由夹江在三江营入长江。黄河夺淮后，淮河失去了入海口，入江也不顺畅，外加特定的气候和下垫面条件，流域内洪涝旱灾频发，甚至一年之内会出现旱涝交替或南涝北旱的现象，下游地区还极易遭遇江淮并涨、淮沂并发、洪水与风暴潮并袭的局面。

### 黄河北徙
清代咸丰五年（1855年），黄河再次北迁改道由山东大清河入渤海，但淮河入海故道已淤成一条高出地面的废黄河，这条地上河将淮河流域分为淮河水系和沂沭泗河水系。

## 防洪
黄河夺淮后，历史上曾提出多种治理措施，并实施了一些工程，但并未解决洪水问题。1855年後黄河虽然北徙，但淮、泗、沂、沭尾闾河道几近淤废，洪涝灾害频发。为此先后有人提出多种“复淮”“导淮”的主张。历代政府先后设立过导淮局（清）、导淮委员会（民国）和淮河水利委员会（现今）负责治理和开发。清代五河县、凤台县、颍上县就已经开始筑堤防洪，但堤防大多低矮残缺。1950年淮河洪水之后，政务院制定了「蓄泄兼筹」的治理方针，并于10月14日发布《关于治理淮河的决定》，大规模治理淮河的计划得以展开。
淮河中游地区落差较小，河道曲折，外加黄河夺淮以来，泥沙不断淤积，使得洪泽湖底海拔高于蚌埠段河底，形成倒比降，造成行洪不畅。而中游地带支流众多，有「七十二水归正阳」之说，一旦全流域降水，支流汇水极快，也是导致中游地带容易发生洪涝灾害的原因。安徽省在淮河支流修建了4个水库，并在沿河低洼处开辟了4个蓄洪区和18个行洪区以拦蓄淮河干支流洪水。安徽省还修筑了不同标准的堤防，其中确保堤防即通常所称的淮北大堤，可以保护淮北地区1,000多万亩耕地、重要工矿城市和铁路干线的安全。此外，安徽省还对淮河干流进行裁弯曲直，并开挖了茨淮新河与怀洪新河来提高淮河中游的排泄能力。
淮河下游的灾害防控包括洪泽湖控制、入江水道、入海水道三部分。洪泽湖控制工程由洪泽湖大堤、三河闸、高良涧船闸、高良涧进水闸、蒋坝船闸、二河闸及沿堤涵闸等组成。淮河入江水道自三河闸起，经高邮湖、邵伯湖和数条归江河道分流入江，至今仍是淮水下泄的主要渠道。1951年开挖的苏北灌溉总渠以灌溉为主，兼具排洪能力，是第一条淮河入海的通道。1999年在总渠北侧又开挖了淮河入海水道，扩大洪水出路。此外1957年冬还兴建「分淮入沂」工程，利用新沂河来分泄淮河的洪水。
截止2010年，淮河全流域已建成各类水库5,655座，总库容273.7亿立方米。新开辟（或整修）了总长达2,000多千米的人工新河。
历史上曾发生过因治理不当导致的河南“75·8”水库溃坝

## 汙染
在粗放追求GDP的年代，淮河及其支流被大大小小许多工厂所污染，村民的水井也越打越深。过去十多年中，淮河流域内的河南、江苏、安徽等地多发“癌症村”，并造成许多人死亡，如河南沈丘县、安徽颍上县新集镇、宿州埇桥区杨庄乡程庄村等地。自20世纪末，政府开展淮河污染治理工作，水质逐步提升。

## 延伸阅读
[在维基数据编辑]
 《欽定古今圖書集成·方輿彙編·山川典·淮水部》，出自陈梦雷《古今圖書集成》